# License to Live
Pour plus de détails, voir Fiche technique et Distribution.
License to Live (ニンゲン合格, Ningen gōkaku) est un film japonais réalisé par Kiyoshi Kurosawa, sorti en 1998.

## Synopsis
Yutaka, dans le coma depuis l'âge de 14 ans, se réveille au bout de dix ans. Il se retrouve dans un monde qui a considérablement changé : sa famille a éclaté, ses parents ont divorcé tandis que sa sœur revient tout juste des Etats-Unis. La maison familiale qui était un hôtel ranch est devenue une sorte de pisciculture tenue par le très peu conformiste Fujimori, un ami du père. Yutaka aimerait rouvrir le ranch. Il s'aperçoit bien vite que c'est un rêve d'enfance qui ne pourra pas se réaliser...

## Fiche technique
- Titre : License to Live
- Titre original : ニンゲン合格, Ningen gōkaku
- Réalisation : Kiyoshi Kurosawa
- Scénario : Kiyoshi Kurosawa
- Pays d'origine : Japon
- Format : Couleurs - 1,37:1 - 35 mm
- Genre : Comédie, drame
- Durée : 109 minutes
- Date de sortie : 1998

## Distribution
- Hidetoshi Nishijima : Yutaka
- Shun Sugata (en) : Shinichiro
- Lily : Sachiko
- Kumiko Aso : Chizuru
- Shō Aikawa : Kazaki
- Yoriko Douguchi : Miki
- Ren Osugi : Murota
- Hiromitsu Suzuki : Kurume
- Kosuke Toyohara : docteur
- Kōji Yakusho : Fujimori
- Masahiro Toda : Akira Ueda
- Michiko Yamamura : mère de Ueda